# Universitas Brawijaya
Universitas Brawijaya är ett universitet i Indonesien.   Det ligger i provinsen Jawa Timur, i den västra delen av landet, 700 km öster om huvudstaden Jakarta. 